# جهان‌تله
جهان‌تله (به انگلیسی: Jhantla) یک روستا در پاکستان است که در Gujrat Pakistan واقع شده‌است. جهان‌تله ۲٫۷۵ کیلومتر مربع مساحت و ۲٬۹۱۵ نفر جمعیت دارد و ۲۷۵ متر بالاتر از سطح دریا واقع شده‌است.